# 미나미구 (사가미하라시)
미나미구(일본어: 南区)는 일본 가나가와현 사가미하라시의 행정구이다. 사가미하라시가 2010년 4월 1일에 정령지정도시로 지정되면서 설치된 3개의 행정구 중 하나이다. 사가미하라시의 남동부에 해당한다.

## 교통

### 철도
- 동일본 여객철도
  - 요코하마선
    - 고부치역

  - 사가미선
    - 소부다이시타역 - 시모미조역 - 하라타이마역